# گزارش کمیسیون ملی تروریسم
گزارش کمیسیون ملی تروریسم (انگلیسی: Report of the National Commission on Terrorism) که به عنوان کمیسیون برمر نیز شناخته می‌شود و کارش «مقابله با تهدیدهای تغییر یابنده تروریسم جهانی» است بر اساس قانون عمومی ۲۲۷ کنگره صد و پنجم آمریکا، در ژوئن ۲۰۰۰ منتشر شد. سفیر پل برمر به عنوان رئیس و موریس ساننبرگ به عنوان معاون وی در این کمیسیون شرکت کردند.

## نتیجه‌گیری‌ها
نتیجه‌گیری‌های کمیسیون ملی تروریسم:
- تروریسم جهانی تهدید فزاینده خطرناک و سختی را برای آمریکا ایجاد می‌کند.
- مقابله با خطر رشد یابنده تهدید تروریستی نیاز به این دارد که آمریکا به‌طور قابل توجهی وارد این موضوع شود.
- اولویت یک این است که از حملات تروریستی جلوگیری شود. دستگاه اطلاعاتی آمریکا و جوامعی که قانون را اعمال می‌کنند باید از اختیارات خود به‌طور کامل برای جمع‌آوری اطلاعات در مورد طرحها و روشهای اطلاعاتی استفاده نمایند.
- هدف سیاست آمریکا باید تمامی کشورهایی باشد که از تروریست‌ها حمایت می‌کنند.
- منابع خصوصی و پشتیبانی لجستیکی تروریست‌ها باید به‌طور هدف قوانین آمریکا و قوانین بین‌المللی بوده و زیر نظر آن‌ها باشد.
- یک حمله تروریستی که با استفاده از عوامل بیولوژیکی، مواد شیمیایی مرگبار یا مواد هسته و پرتودار صورت بگیرد حتی اگر به‌طور ناقص انجام شود، تأثیر عمیقی بر روی ملت می‌گذارد. دولت باید برای آماده بودن برای این حوادث کار بیشتری انجام دهد.
- رئیس‌جمهور و کنگره باید سیستم را به منظور بازبینی و تأمین مالی برنامه‌های ضد تروریسم وزارت خانه‌ها، رفرم کرده تا مطمئن شوند که فعالیت‌ها و برنامه‌های دستگاه‌های مختلف با یک طرح جامع همخوانی دارد.

### بحت انگیزترین نتیجه‌گیری‌ها
بحت انگیزترین نتیجه گیریها شامل این می‌شد که این گزارش «برای تحت نظر گرفتن تمامی دانشجویان خارجی با استفاده از مجرمان و تروریست‌ها تحت عنوان جاسوسان آمریکا و ساده‌تر کردن شنود تلفنی» فرا خوان داد. (لودال، ۲۰۰۱، ص ۱۰۰)
این گزارش به‌طور واضحی از کشورهایی که از تروریسم پشتیبانی می‌کنند نام می‌برد که شامل ایران و سوریه می‌شود. این گزارش به‌طور خاص راجع به ایران موارد زیر را می‌گوید:
- نیروهای امنیتی ایران چندین عمل بمبگذاری علیه ناراضیان ایرانی در خارج انجام داده‌اند.
- ایران به‌طور فزاینده‌ای گروه‌های تروریست را با پول، آموزش و سلاح تشویق و پشتیبانی کرده‌اند. این گروه‌های تروریست شامل حزب‌الله، حماس، PIJ، گروه احمد جبرائیل می‌شوند.
- ایران همچنان به تأمین محل امن برای عناصر پ ک ک که یک گروه کرد شبه نظامی است، ادامه می‌دهد. این گروه چندین حمله در ترکیه و اهداف ترکی در اروپا انجام داده‌است.
- ایران همچنین از گروه‌های تروریستی در شمال آفریقا، جنوب آسیا و آسیای مرکزی پشتیبانی می‌کند که این پشتیبانی شامل کمکهای مالی و آموزش می‌شود.

### پیشنهادها
این گزارش پیشنهاد می‌کند که اسم افغانستان که زیر حاکمیت طالبان است به عنوان دولت پشتیبانی کننده نیز ذکر شود. پیشنهادها:
- وزیر خارجه باید افغانستان را به عنوان پشتیبانی کننده از تروریسم نامگذاری کند و تمامی تحریم‌هایی که علیه کشورهای پشتیبانی کننده از تروریسم می‌شود را علیه آن اعمال کند.

## کمیسیونرها
- ال پل برمر، رئیس، مدیر عامل شرکای کیسینجر
- موریس سوننبرگ، معاون
- ریچارد کی بتز
- وین ای داونینگ
- جین هارمن
- فرد آیکل
- جولیت کایم
- جان اف لوئیس جونیور
- گاردنر پکهام
- آر جیمس وولسی جونیور